# ساختمان مجلس، هلسینکی
ساختمان مجلس، هلسینکی (انگلیسی: Parliament House, Helsinki)، (فنلاندی: Eduskuntatalo, سوئدی: Riksdagshuset) بنایی است واقع در منطقه تولو در هلسینکی که جلسات مجلس فنلاند عموماً در آن برگزار می‌شود.

## پیشینه
در سال ۱۹۲۴ یوهان سیگفرید سیرن معمار فنلاندی طراحی مجلس فنلاند را بر عهده گرفت. این ساختمان در سال‌های ۱۹۲۶ تا ۱۹۳۱ ساخته شد و در ۷ مارس ۱۹۳۱ رسماً گشایش یافت. از آن زمان به بعد، به ویژه در طول جنگ زمستان و جنگ پس‌آیند، مجلس فنلاند در امور سیاسی کشور نقش ایفا کرده‌است.

## معماری و ویژگی‌ها
سیرن ساختمان مجلس را به سبک معماری کلاسیک رومی و ترکیبی از نئوکلاسیسیسم و مدرنیسم اوایل قرن بیستم با ستون‌ها و نرده‌های ساده با مقیاس هندسی چشم نواز طراحی کرد. طراحی او الهام گرفته از برخی از کارهای یوژه پلجنیک معمار اسلونیایی و گونار آسپلوند معمار سوئدی است. نمای خارجی ساختمان مجلس دارای ۱۴ ستون از جنس گرانیت قرمز از شهر کالولا است.
این ساختمان پنج طبقه دارد که هر طبقه منحصر به فرد است. طبقه‌ها توسط یک راه پله مرمر سفید و بالابر به‌هم متصل می‌شوند. لابی اصلی، سالن جلسات و سالن بزرگ پذیرایی (تالار ایالتی) از مهمترین قسمت‌های این بنااست. در سال ۱۹۷۸ کتابخانه مجلس فنلاند و در سال ۲۰۰۴ یک ساختمان کوچک برای برخی از ملاقات‌های ملی و بین‌المللی به این بنا اضافه شد.

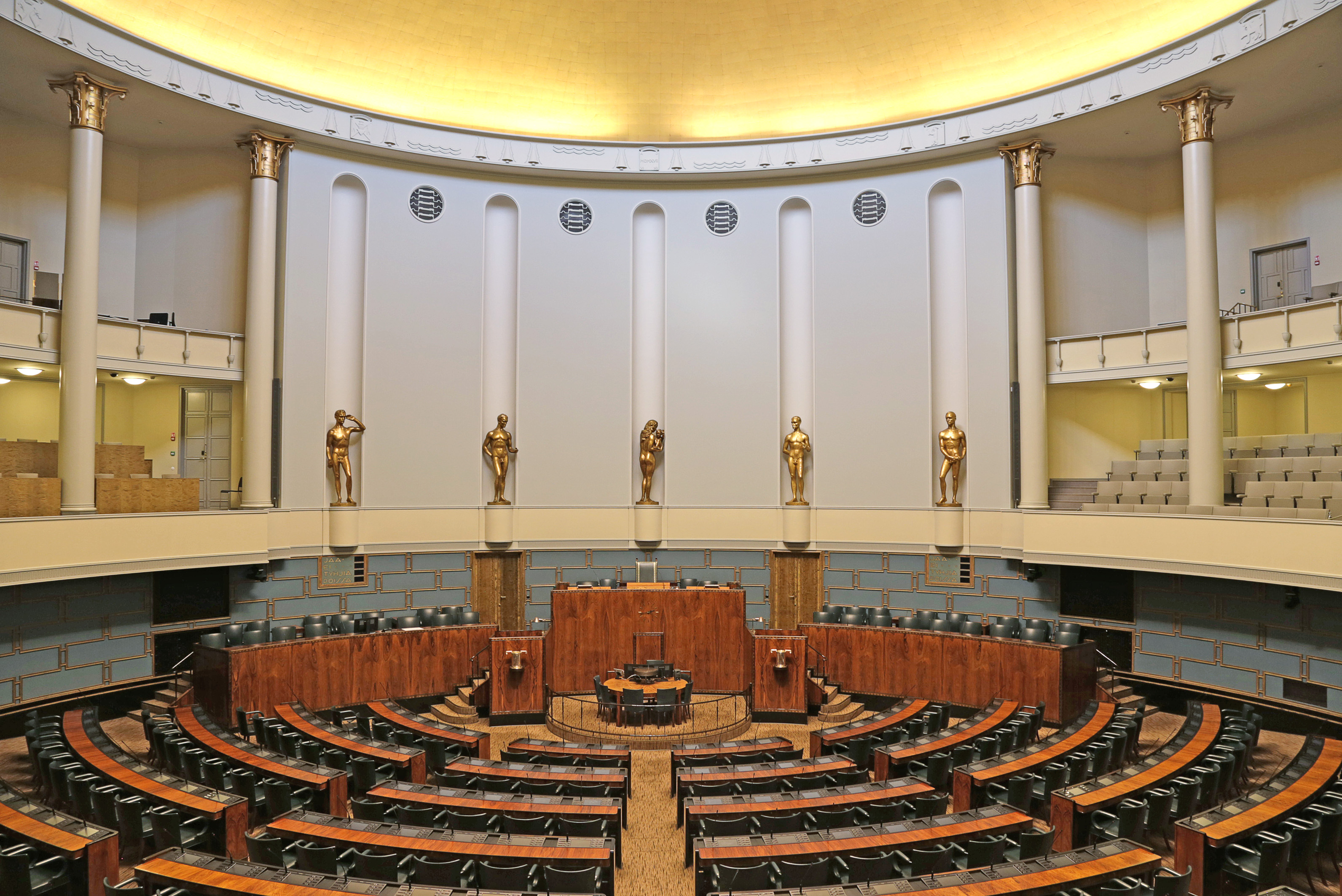
نمایی از معماری داخلی ساختمان مجلس در هلسینکی

## نگارخانه

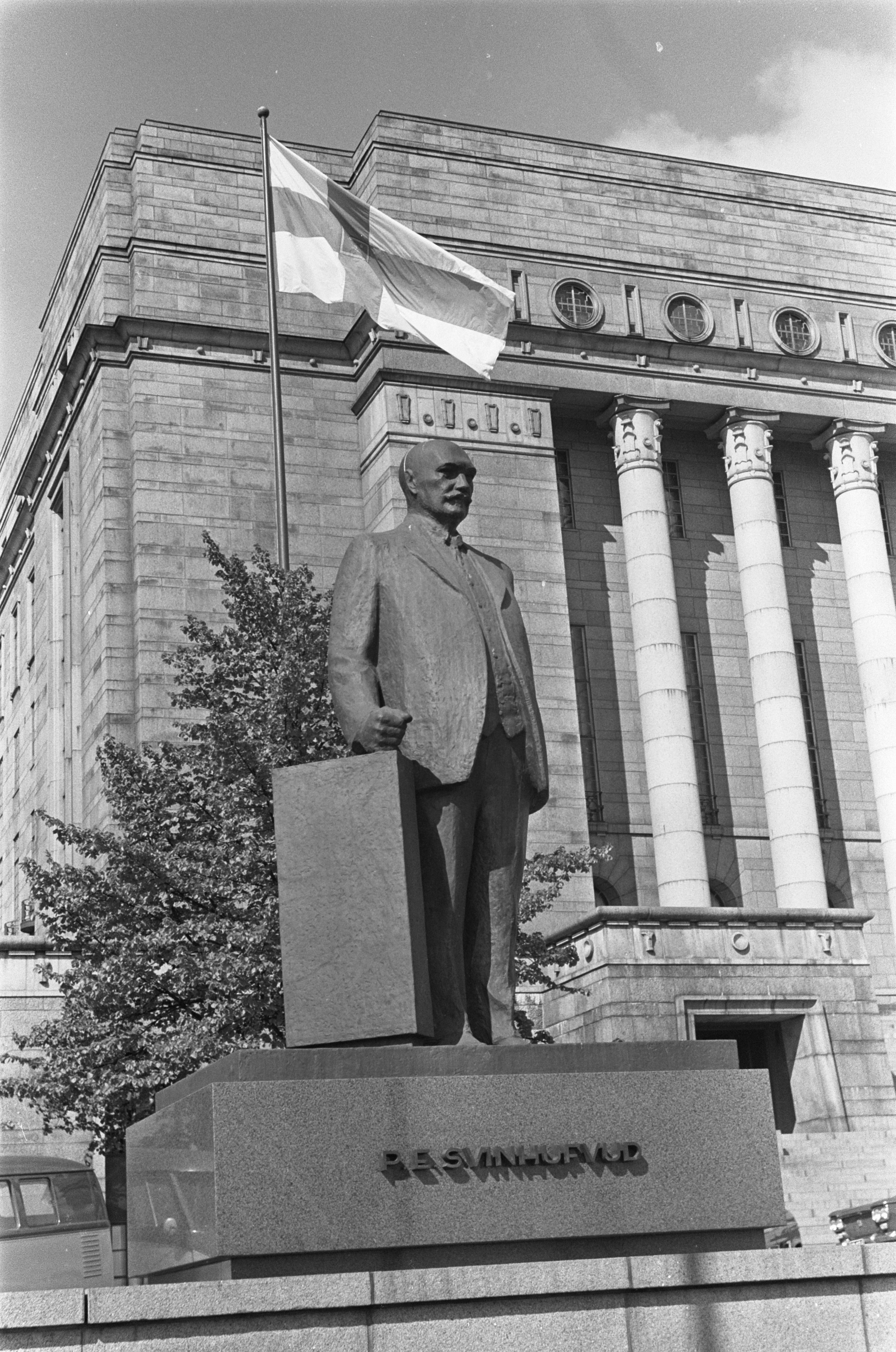
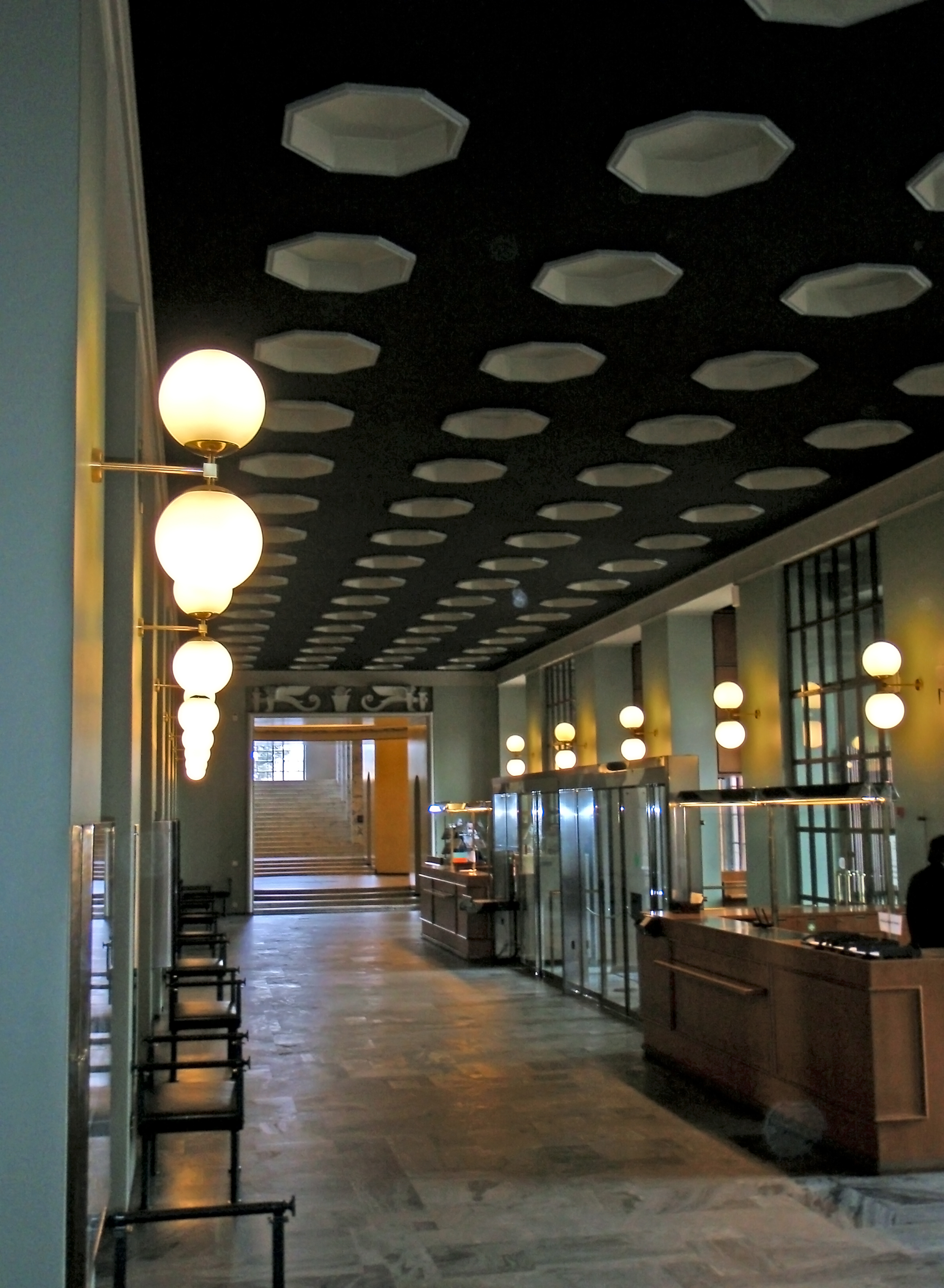
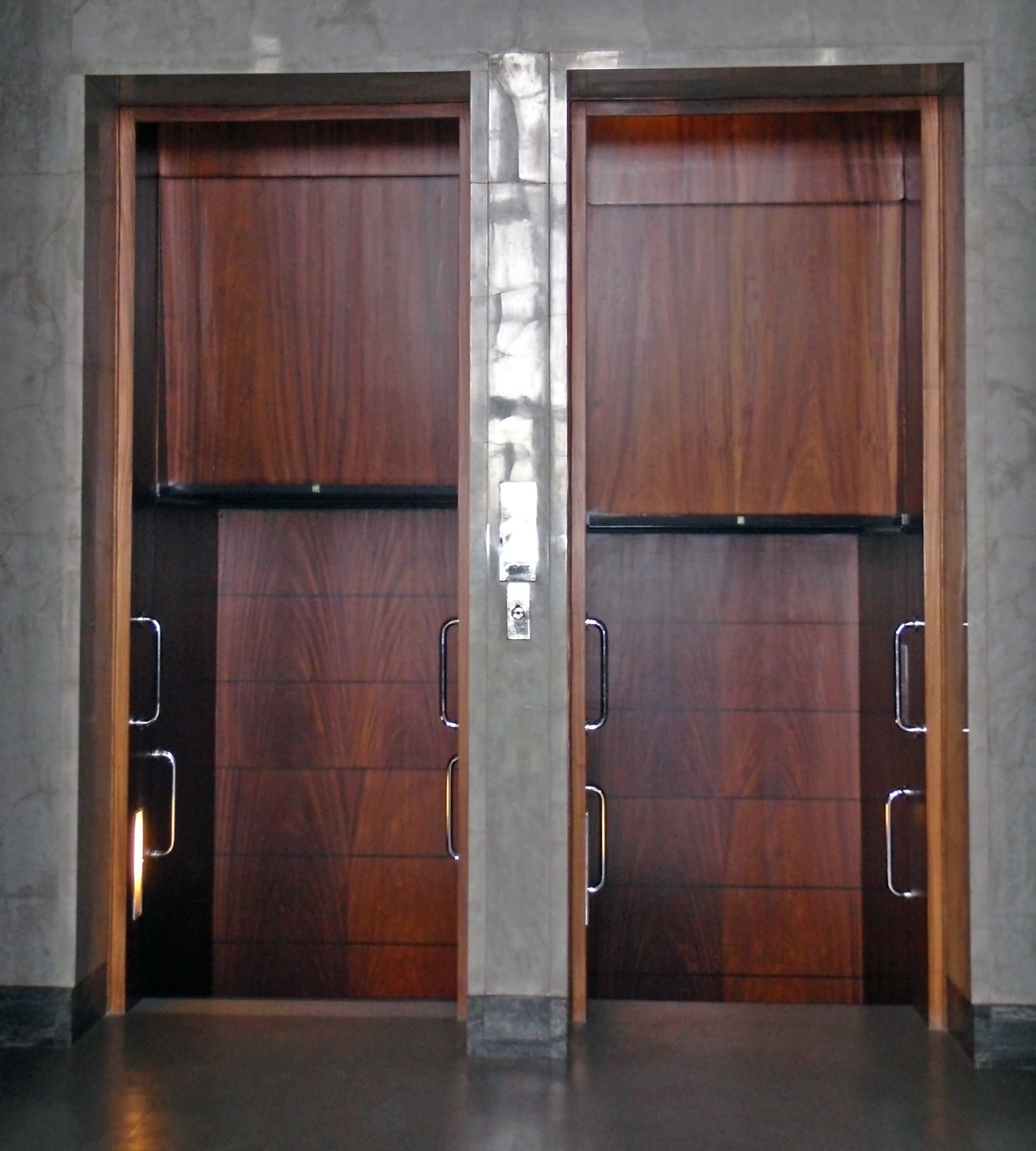
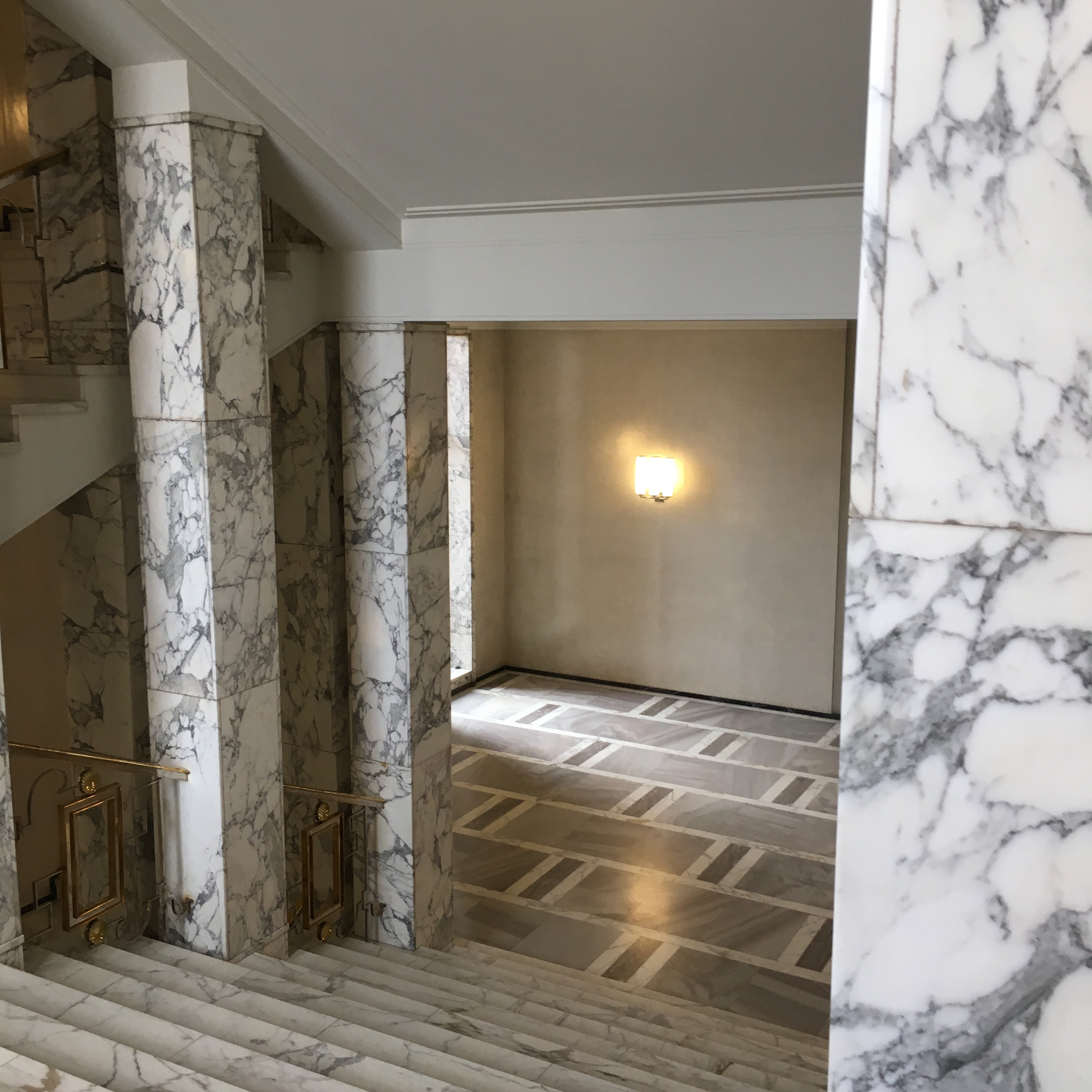
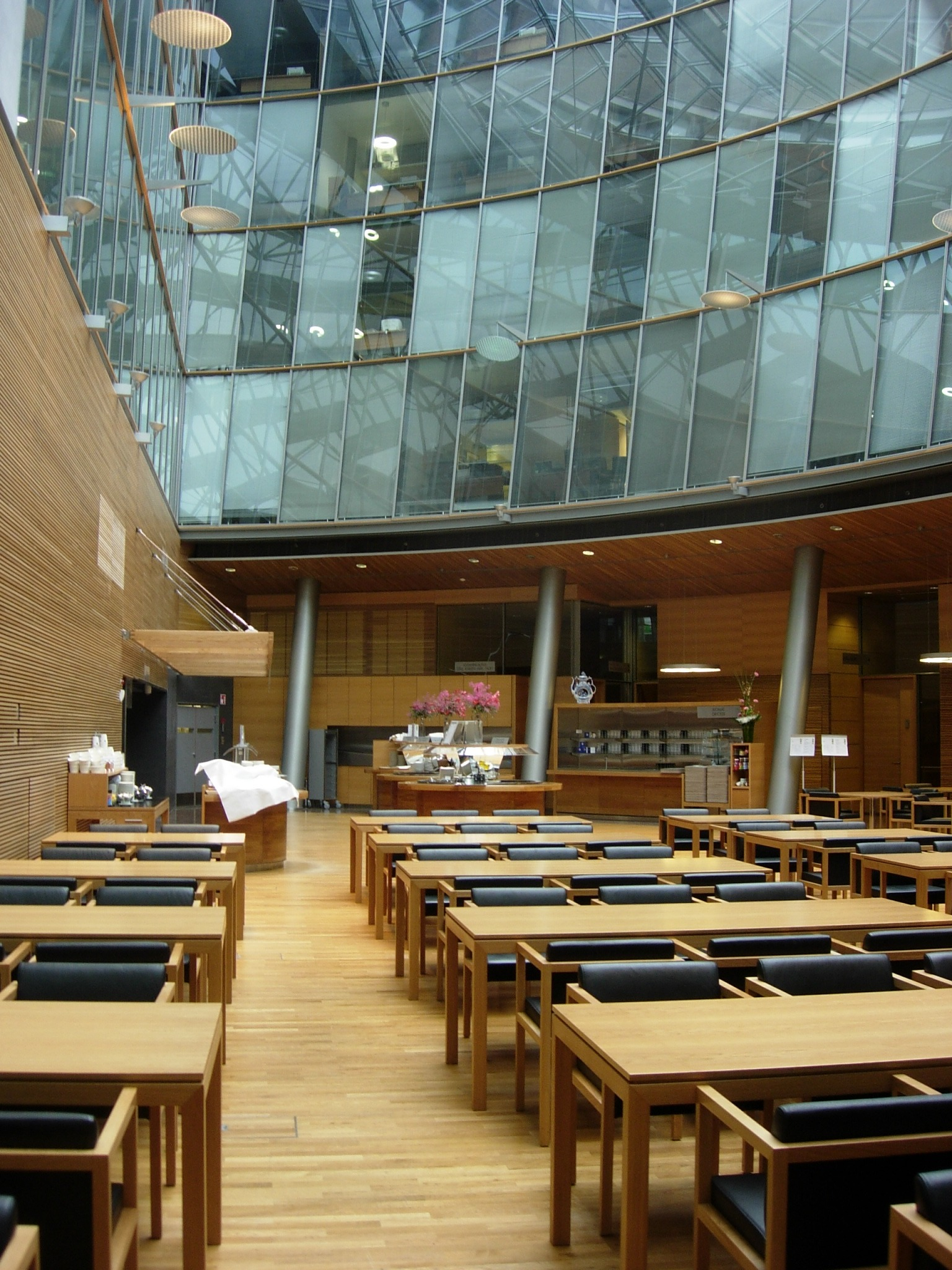
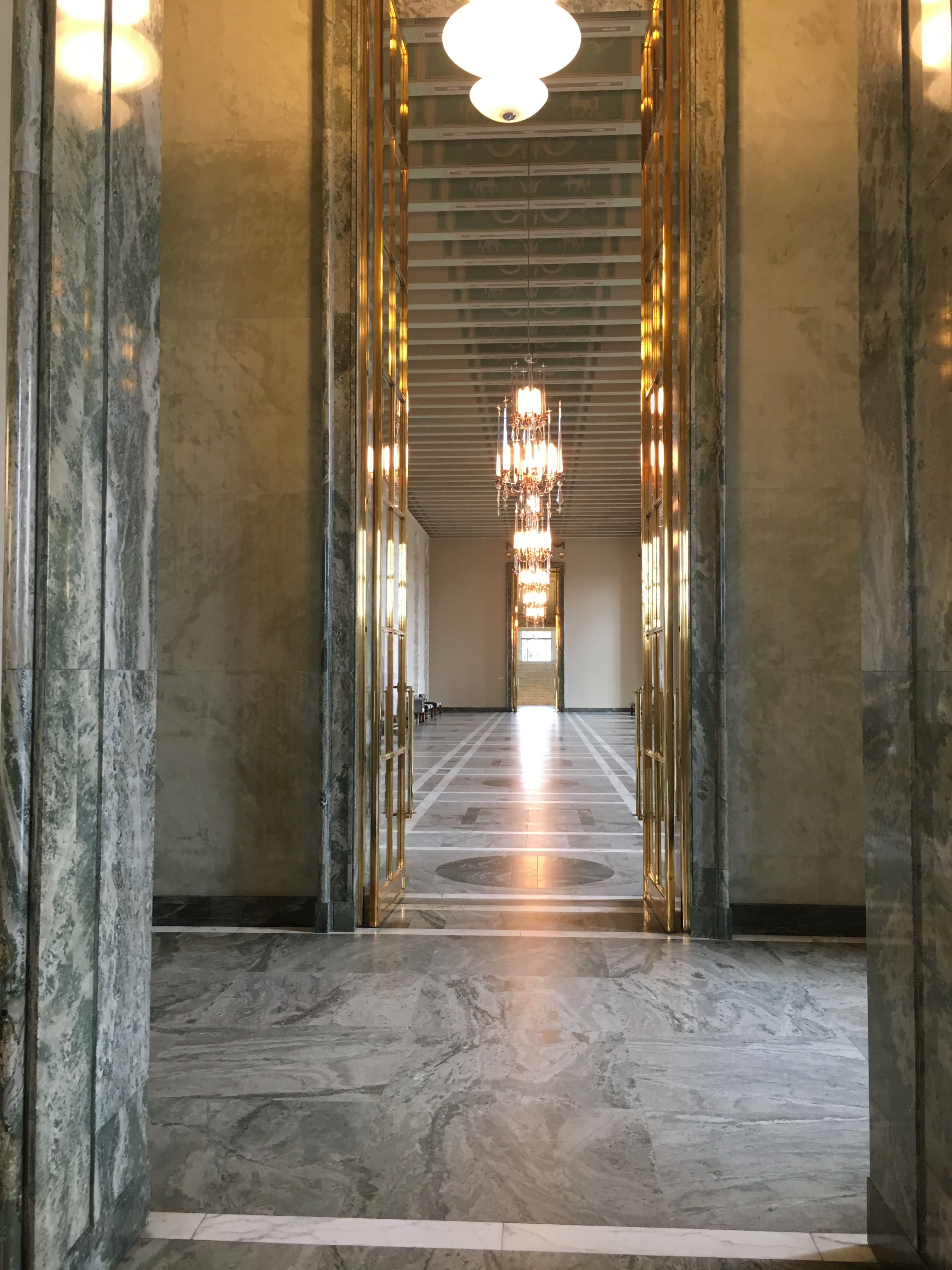